# Ceropegia salicifolia
Ceropegia salicifolia är en oleanderväxtart som beskrevs av H. Huber. Ceropegia salicifolia ingår i släktet Ceropegia och familjen oleanderväxter. Inga underarter finns listade i Catalogue of Life.